# Бифуркация Андронова — Хопфа
В теории динамических систем, бифуркация Андронова — Хопфа — локальная бифуркация векторного поля на плоскости, в ходе которой особая точка-фокус теряет устойчивость при переходе пары её комплексно-сопряжённых собственных значений через мнимую ось. При этом либо из особой точки рождается небольшой устойчивый предельный цикл (мягкая потеря устойчивости), либо, наоборот, небольшой неустойчивый предельный цикл в момент бифуркации схлопывается в эту точку, и её бассейн отталкивания после бифуркации имеет отделённый от нуля размер (жёсткая потеря устойчивости).
Для того, чтобы эта бифуркация имела место, достаточно в дополнение к переходу собственных значений через мнимую ось наложить на систему некоторые условия типичности.
Бифуркация Андронова — Хопфа и седлоузловая бифуркация — единственные локальные бифуркации векторных полей на плоскости, возникающие в типичных однопараметрических семействах.

## Определение
Бифуркация Андронова — Хопфа описывается нормальной формой
{\displaystyle {\cfrac {dz}{dt}}=z((\lambda +i)+(\alpha +i\beta )|z|^{2}),}
где
- {\displaystyle z\in \mathbb {C} } — комплексное число,
- {\displaystyle \lambda } — параметр,
- {\displaystyle \alpha } — коэффициент Ляпунова.

Если {\displaystyle \alpha } отрицателен при положительном {\displaystyle \lambda }, то бифуркация суперкритическая, если положителен при отрицательном {\displaystyle \lambda } — субкритическая.

## Мягкая и жёсткая потери устойчивости
Термины «мягкая» и «жёсткая» связаны с описанием поведения системы с точки зрения «внешнего» наблюдателя, при медленной (в сравнении с динамикой системы) эволюции параметра системы и зашумлении системы малыми случайными возмущениями. В случае мягкой потери устойчивости решение перейдёт из положения равновесия (ставшего неустойчивым) в предельный цикл — наблюдатель будет видеть периодическое «дрожание» состояния системы недалеко от положения равновесия, которое будет усиливаться с ростом параметра. Однако, в масштабе времени «движения параметра», «отклонения» решения нарастают непрерывно. Напротив того, при жёсткой потере устойчивости решение «резко» срывается и уходит за границу бассейна отталкивания исчезнувшего предельного цикла: с точки зрения наблюдателя, живущего в масштабе времени, в котором изменяется параметр, решение скачком поменяло режим.